# Šimorskoe
Šimorskoe (in russo Шиморское?) è un insediamento di tipo urbano della Russia europea centro-orientale, si trova all'interno del circondario urbano della città di Vyksa, nell'oblast' di Nižnij Novgorod. È il centro amministrativo del'insediamento operaio di Šimorskoe.
Si trova sulle rive della Oka, 6 km a ovest della città di Vyksa.